# Šikra
Šikra (Kratkonogi kobac, lat. Accipiter badius) - ptica grabljivica iz porodice jastrebova.

## Rasprostranjenost
Šikra obitava u šumama, savanama, na plantažama i gradskim parkovima i do 1 600 m iznad razine mora u jugoistočnoj Aziji, Bliskom istoku i subsaharskoj Africi. Oni se hrane gušterima, manjim pticama, šišmišima, glodavcima, žabama i kukci, te rjeđe lešinama.

## Opis
Leđa su joj svijetlo sive boje, a prsa i trbuh - bijeli sa zagasito crvenim prugama. Obrazi su sivi, oči crvene, unutar bijela repa ima četiri tamne pruge. Ženke su nešto veće od mužjaka i imaju svjetlije oči. Pojedinci ove vrste mogu doseći dužinu od 25-35 cm, a krila mogu biti široka 50-65 cm. Njihova težina kreće se od 75 do 160 g. 
Ženke polažu 2-3 jaja. Inkubacija traje oko mjesec dana.

## Podvrste
Postoji šest podvrsta ove vrste:
- Accipiter badius badius (Gmelin, 1788.)
- Accipiter badius cenchroides (Siewiercow, 1873.)
- Accipiter badius dussumieri (Temminch, 1824.)
- Accipiter badius poliopsis (Hume, 1874.)
- Accipiter badius polyzonoides (Smith, 1838.)
- Accipiter badius sphenurus (Ruppell, 1836.)

## Vanjske poveznice
|  | Zajednički poslužitelj ima stranicu o temi Accipiter badius    |
|  | Zajednički poslužitelj ima još gradiva o temi Accipiter badius |
|  | Wikivrste imaju podatke o taksonu Tachyspiza badia             |